# أنطونيو براون (لاعب كرة قدم أمريكية)
أنطونيو براون (بالإنجليزية: Antonio Brown)‏ هو لاعب كرة قدم أمريكية أمريكي، ولد في 10 يوليو 1988 في ميامي في الولايات المتحدة.

## وصلات خارجية
- أنطونيو براون (لاعب كرة قدم أمريكية) على موقع إي إس بي إن.كوم (أن.أف.أل)3
- أنطونيو براون (لاعب كرة قدم أمريكية) على موقع مرجع كرة القدم المحترفة.كوم (الإنجليزية)
- أنطونيو براون (لاعب كرة قدم أمريكية) على موقع IMDb (الإنجليزية)
- أنطونيو براون (لاعب كرة قدم أمريكية) على موقع ميوزك برينز (الإنجليزية)
- أنطونيو براون (لاعب كرة قدم أمريكية) على موقع قاعدة بيانات الفيلم (الإنجليزية)